# هجوم شاطئ ليدو (2024)
في 2 أغسطس 2024، هاجم مسلحو حركة الشباب على شاطئ ليدو في العاصمة الصومالية مقديشو. بدأ الهجوم بتفجير انتحاري ، أعقبه إطلاق نار جماعي داخل فندق. هزت انفجارات وإطلاق نار فندقا بالقرب من الشاطئ، كما تم استهداف مطاعم وفنادق أخرى في المنطقة. فجّر انتحاري نفسه بالقرب من فندق بيتش فيو، مما أدى إلى مقتل 38 شخصًا على الأقل وإصابة مئات آخرين.
كان هذا هو الهجوم الأكثر دموية في القرن الأفريقي منذ انفجار السيارتين المفخختين بالقرب من تقاطع سوق مزدحم في أكتوبر 2022، والذي استهدف فيها وزارة التربية والتعليم، مما أسفر عن مقتل 121 شخصًا على الأقل وإصابة 350 آخرين. كان هذا أيضًا ثالث أكثر الهجمات دموية منذ تفجير زوبي في تفجير مقديشو 14 أكتوبر 2017.